# 摩斯探长前传
摩斯探长前传（英語：Endeavour）是一部英国探案电视剧。它是长寿电视剧《摩斯探长》的前篇，讲述了年轻摩斯探长（肖恩·伊萬斯饰演）在牛津市刑事偵緝處担任資深侦探警官的故事。
2012年初，於独立电视台（itv）播出「试播集」後落實製作。第一季於2013年播出，每季於上季完結的次年播出，每季4集。
第八季於2021年9月12日播出，於9月26日結束，並由MyVideo於2022年7月22日更新上架。

## 劇集
主條目：摩斯探長前傳劇集列表
| 季數 | 季數   | 集數   | 播出日期      | 播出日期      |
| 季數 | 季數   | 集數   | 首映          | 季終          |
| ---- | ------ | ------ | ------------- | ------------- |
|      | 試播集 | 試播集 | 2012年1月2日  | 2012年1月2日  |
|      | 1      | 4      | 2013年4月14日 | 2013年5月5日  |
|      | 2      | 4      | 2014年3月30日 | 2014年4月20日 |
|      | 3      | 4      | 2016年1月3日  | 2016年1月24日 |
|      | 4      | 4      | 2017年1月8日  | 2017年1月29日 |
|      | 5      | 6      | 2018年2月4日  | 2018年3月11日 |
|      | 6      | 4      | 2019年2月10日 | 2019年3月3日  |
|      | 7      | 3      | 2020年2月9日  | 2020年2月23日 |
|      | 8      | 3      | 2021年9月12日 | 2021年9月26日 |
|      | 9      | 3      | 2023年2月26日 | 2023年3月12日 |

### 播出平台
| 頻道/影音 | 所在地 | 播出日期      | 備註 |
| --------- | ------ | ------------- | ---- |
| MyVideo   | 臺灣   | 2022年7月22日 |      |

## 延伸閱讀
PDF
- Endeavour第一季 （页面存档备份，存于）
- Endeavour第二季 （页面存档备份，存于）
- Endeavour第三季 （页面存档备份，存于）